# Andrzej Piasecki (politolog)
Andrzej Konrad Piasecki (ur. 21 września 1962 w Turku) – polski historyk i politolog specjalizujący się w tematyce samorządu terytorialnego, komunikacji społecznej, systemów wyborczych i zarządzania kryzysowego. Nauczyciel akademicki.

## Życiorys
W 1986 roku ukończył studia historyczne na Uniwersytecie Wrocławskim. W 1993 roku uzyskał stopień doktora nauk humanistycznych w zakresie historii najnowszej, promotorem jego pracy doktorskiej był prof. Wojciech Wrzesiński. W 2004 roku Rada Wydziału Studiów Międzynarodowych i Politycznych Uniwersytetu Jagiellońskiego nadała mu stopień naukowy doktora habilitowanego w zakresie nauk o polityce, na podstawie pracy „Władza w samorządzie terytorialnym III RP. Teoria i praktyka kadencji 1990–2002”. W 2011 roku Prezydent Bronisław Komorowski nadał mu tytuł profesora nauk humanistycznych.
Pracował w Uniwersytecie Zielonogórskim, gdzie kierował Katedrą Marketingu Politycznego w Instytucie Politologii, w Uniwersytecie Pedagogicznym w Krakowie, gdzie był kierownikiem Katedry Samorządu i dyrektorem Instytutu Prawa, Administracji i Ekonomii oraz w Akademii Humanistyczno-Ekonomicznej w Łodzi. Od 2022 roku wykłada na Uniwersytecie Ekonomicznym w Krakowie. 
W 2013 był recenzentem (obok prof. biskupa Tadeusza Pieronka i prof. Magdaleny Środy) w postępowaniu o nadanie Jerzemu Owsiakowi tytułu doktora honoris causa.
W 2015 wraz z profesorami Grzegorzem Gorzelakiem Kazimierzem Bandarzewskim i Markiem Mączyńskim był wykładowcą w cyklu seminariów naukowych pt. „25th Anniversary of a New Model of Local Government in Poland and China Local Government in the Reform and Opening Era”, zorganizowanych na chińskich uniwersytetach przy okazji oficjalnej wizyty prezydenta RP w Chinach.
Był ekspertem Narodowego Centrum Nauki oraz Państwowej Komisji Akredytacyjnej, a także członkiem Komisji Administracji Publicznej Komitetu Nauk o Polityce PAN.
Autor i współautor ponad stu publikacji (artykuły, książki, redakcje prac zbiorowych). Wypromował dwunastu doktorów i około pięciuset magistrów. W 2023 roku Szef Urzędu do Spraw Kombatantów przyznał mu status działacza opozycji antykomunistycznej lub osoby represjonowanej z powodów politycznych i odznakę honorową „Za zasługi dla niepodległości 1956–1989”, a w 2024 roku Prezydent RP nadał Krzyż Wolności i Solidarności. 

## Wybrane publikacje
- Lubuska czwarta władza, Zielona Góra 2000, ISBN 83-910977-2-2. Brak numerów stron w książce
- Referenda w III RP, Warszawa 2005, ISBN 83-011452-8-5. Brak numerów stron w książce
- Menadżer i polityk. Wójt, burmistrz, prezydent miasta, Kraków 2006, ISBN 83-923884-2-9. Brak numerów stron w książce
- Samorząd terytorialny i wspólnoty lokalne, Warszawa 2009, ISBN 978-83-01-20988-9. Brak numerów stron w książce
- Wybory w Polsce 1989–2011, Kraków 2012, ISBN 978-83-609-4046-4. Brak numerów stron w książce
- Wiek burzy i spokoju. Kalendarium dziejów Polski 1918–2018, Warszawa 2018, ISBN 978-83-01-19844-2. Brak numerów stron w książce
- Kryzysy Polski współczesnej 1990-2022, Warszawa 2022, ISBN 978-83-01-22316-8. Brak numerów stron w książce